# Thrissur
Thrissur este un oraș în India.